# Pataxó
Pataxó o Patashó es un pueblo indígena de Brasil, que habita en el extremo sur del estado de Bahía y también al norte de Minas Gerais.
En Bahía viven en 36 aldeas distribuidas en seis Terras Indígenas: Águas Belas, Aldeia Velha, Barra Velha, Imbiriba, Coroa Vermelha y Mata Medonha, situadas en los municipios de Porto Seguro, Santa Cruz Cabrália, Itamaraju y Prado.4
Hablan el Pataxohã, una lengua de la familia Maxakalí de la macrofamilia Ye.
Como Pataxós-hã-hã-hãe se conoce al grupo que resultó de la unión de antiguos pataxós con baenãs, camacãs, mongoiós, sapuiás-quiriris  y geréns y tupiniquins en la aldea Caramuru y que hoy habitan la Tierra Indígena Caramuru-Paraguaçu, municipios de Itajú do Colônia, Camacã y Pau-Brasil, al suroriente de Bahía y en la Tierra Indígena Fazenda Baiana, municipio de Camamú, en el mismo estado.